# クエスト・エアクラフト
クエスト・エアクラフト（Quest Aircraft Company）は アメリカ合衆国アイダホ州サンドポイントに存在した航空機メーカー。 2001年創業で、国内外の人道支援に適した航空機の設計と提供を行っていた。STOL機能を備えた単発機であるクエスト コディアックのみを製造していた。
2015年2月、同社は日本のせとうちホールディングスに売却された。それまでせとうちホールディングスはクエストの日本代理店として働いていたが、その関係で同社を買収した。2019年6月13日、フランスのコングロマリットであるDaherによって買収されることが発表された。2019年10月1日に親会社に吸収合併され、消滅した。

## 歴史
クエスト・エアクラフトの黎明期は、Tom HamiltonとDavid VoetmannがIdaho Air Groupを立ち上げた1998年に遡る。TomとDavidは、人道支援航空を通じて過酷な飛行環境に適した航空機開発の必要性を見て取った。必要な資金を調達した後、2001年に14名のスタッフでクエスト・エアクラフト社が立ち上げられた。2002年に27,000平方フィートの施設が竣工した後、ターボプロップ機クエスト コディアックの生産につながる最初の試作機の研究が開始された。
2004年にPaul SchallerがCEOとなり、2009年までに従業員数は340名になった。
軟調な経済情勢により、2010年に従業員数は155名に減じられたが、2011年には新たな資本注入と経営陣営の変化（Schallerは同社のコンサルティング部門に異動）が見られた。
2012年から2017年1月にかけて、エンブラエルやホンダ エアクラフトでの経験を持つSam HillがCEOを務めた。
2015年2月、日本のツネイシホールディングスの子会社、せとうちホールディングスに買収された。
2016年6月、本社を2,500㎡、主要施設を10,000㎡にそれぞれ拡張した。460㎡の研究開発倉庫も完成した。
2017年1月、Tag Aviation・ビーチクラフト・Landmark Aviationの経営を行ってきたRobert H. Wells がCEOに就任した。
2019年6月13日、フランスのコングロマリットであるDaherにより、当社の買収が発表された。
2019年10月1日、Daherによる買収が完了し、QuestからKodiak Aircraftへ社名変更後に親会社であるDaherに吸収合併され、消滅した。

## ラインナップ
- クエスト コディアック